# Cassiopeia A

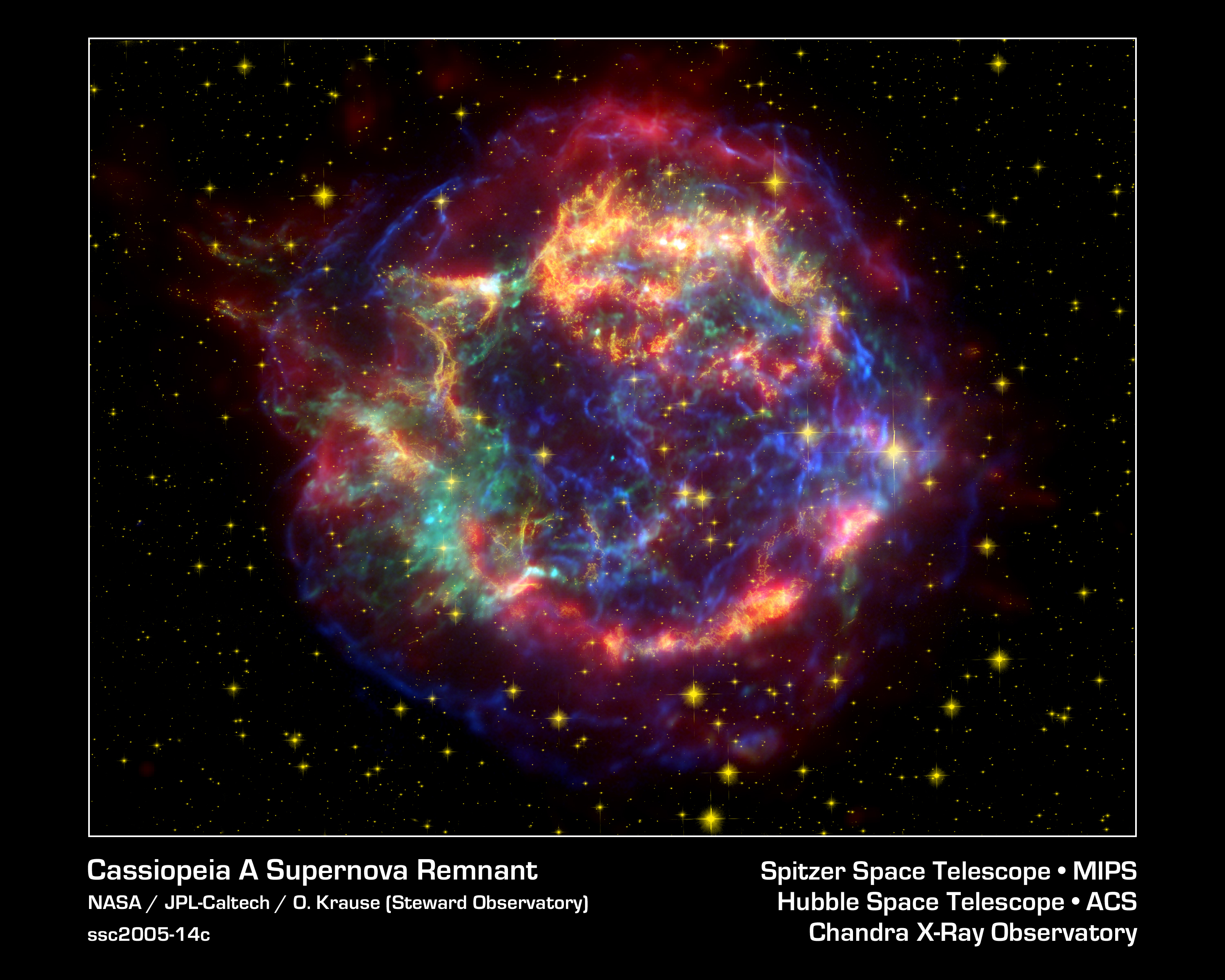
Cassiopeia A

Cassiopeia A je intenzivní rádiový zdroj v souhvězdí Kasiopeji.
Nachází se v zdánlivé blízkosti hvězdokupy M 52. Tento rádiový zdroj však nemá nic společného s hvězdokupou a pravděpodobně je pozůstatkem supernovy. Předpokládá se, že světlo z výbuchu dorazilo k Zemi pravděpodobně před 350 lety. Žádné záznamy o jejím vizuálním pozorování však neexistují. Na místě rádiového zdroje můžeme najít vláknité mlhoviny, které se dosud rozpínají rychlostmi kolem 6000 km/s. Tyto zbytky hvězdy vytvářejí prstencovou strukturu s průměrem 4', která je však vizuálně velmi slabá. Z jejího spektra vědci usoudili, že mlhovina obsahuje prvky kyslík, síru, vápník, neon i ionizované železo. Toto pozorování potvrzuje teorii o vzniku prvků ve hvězdách. Z těchto zbytků zářících v rentgenovém spektru lze vypočítat hmotnost původní hvězdy - asi 20 hmotností Slunce. Kromě Slunce je nejsilnějším rádiovým zdrojem na obloze a má nejvyšší hustotu toku záření. Je od nás vzdálen asi 8000 světelných let (někde se udává až 11 000 ).